# Basilika zur Schmerzhaften Muttergottes (Jarosław)

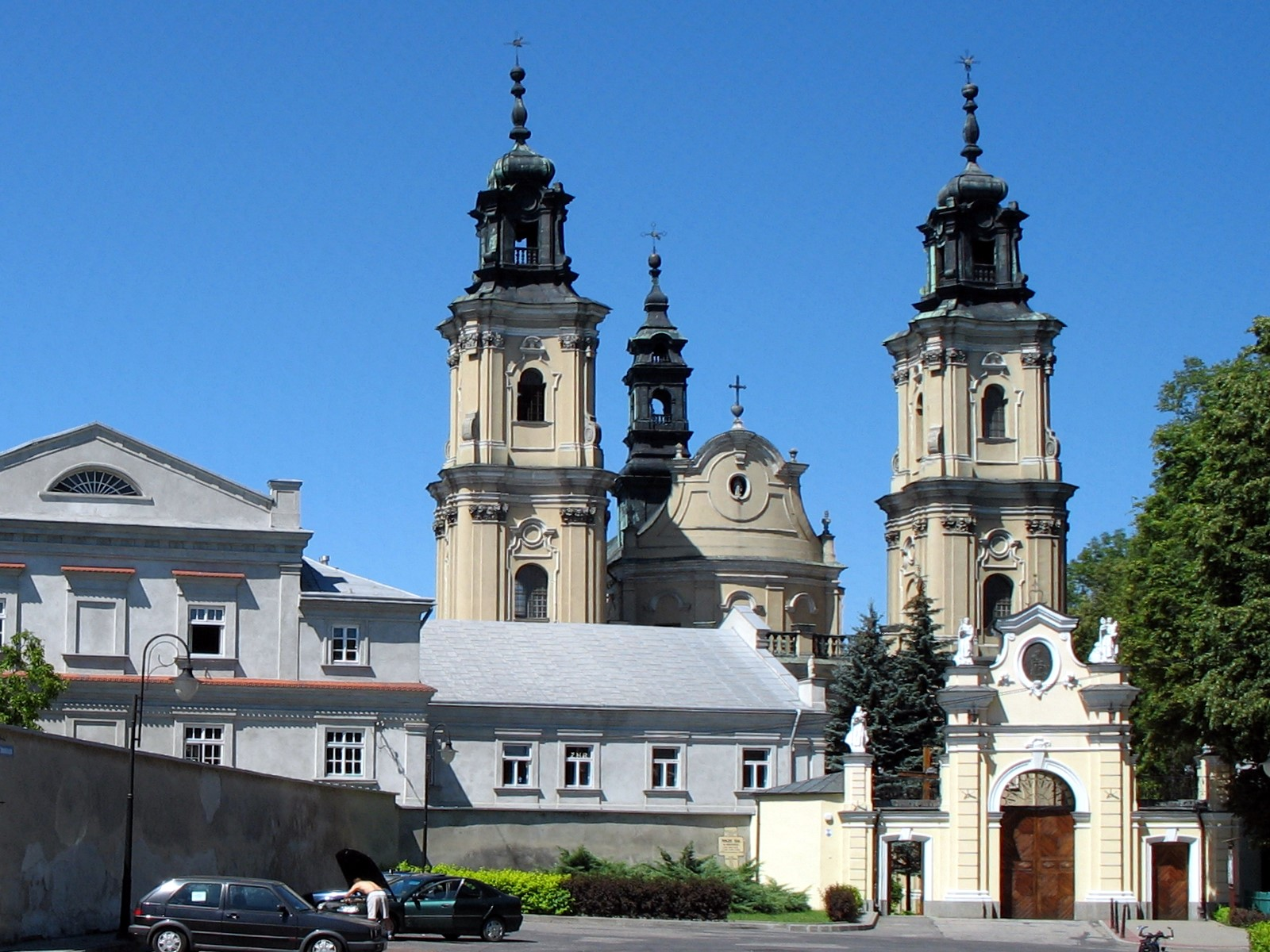
Basilika der Schmerzhaften Muttergottes

Die Basilika der Schmerzhaften Muttergottes (polnisch Bazylika Matki Bożej Bolesnej) ist eine römisch-katholische Kirche in Jarosław im Karpatenvorland, Polen. Die Kloster- und Pfarrkirche des Erzbistums Przemyśl hat den Titel einer Basilica minor und ist denkmalgeschützt. Die barocke Jesuitenkirche stammt aus dem 18. Jahrhundert und wird von den Dominikanern betreut.

## Geschichte der Kirche

### Legende
Der Legende nach geht die Wallfahrtsstätte auf den Fund einer Marienstatue aus Birnbaumholz zurück. Auf diesem „Hügel der Verehrung“ wurde eine hölzerne Kapelle für die gotische Pietà errichtet, die wahrscheinlich schon damals „Schmerzhafte“ genannt wurde. Der Überlieferung nach betete hier Königin Hedwig von Anjou vor der legendären Schlacht von Stubno im Jahr 1387. Zahlreiche Pilger sollen auf die Fürsprache der Jungfrau Maria hin Wunder erlebt haben.

### Kirche

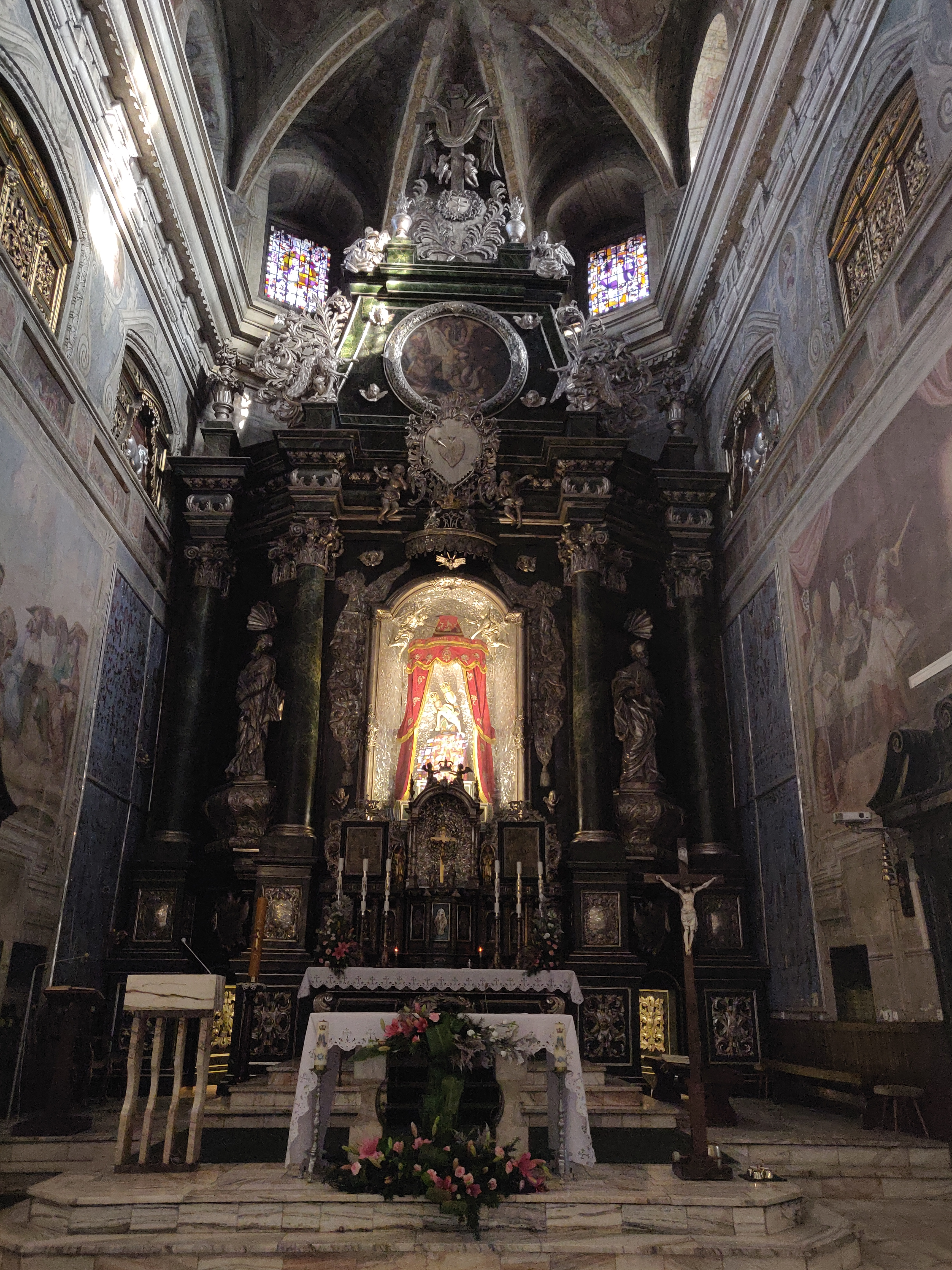
Hochaltar

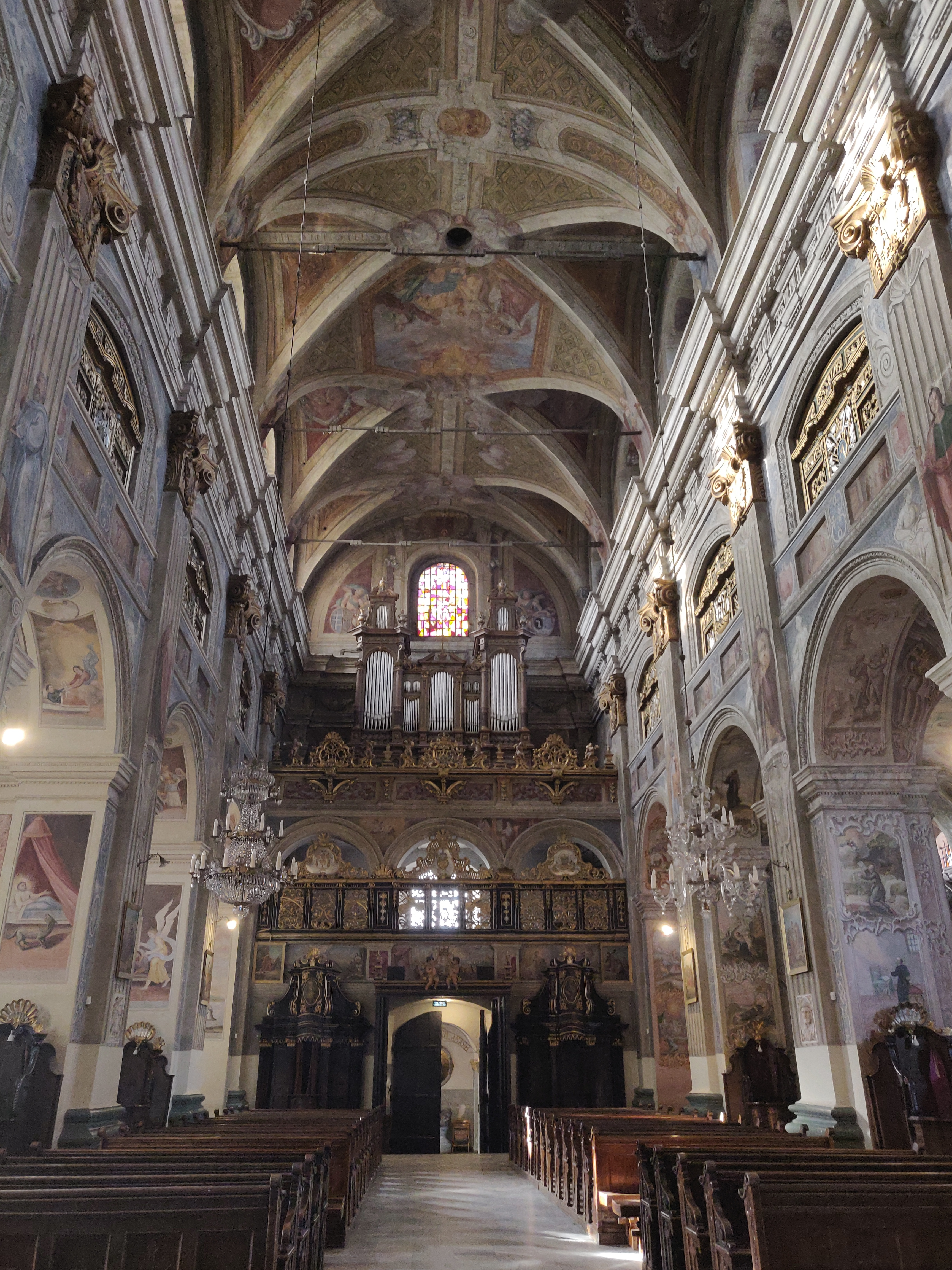
Innenraum mit Blick zum Eingang

Vermutlich im Jahr 1422 wurde an der Stelle einer hölzernen Kapelle eine gotische Backsteinkirche errichtet, die 1467 erstmalig belegt ist. Im Jahr 1629 wurde sie den Jesuiten übergeben, die in der Nähe der Kirche ein Kollegiatstift mit einem Noviziat errichteten und auch die Musikausbildung dorthin verlegten. Nach Auflösung des Jesuitenordens 1773 übernahmen vier Jahre später Dominikaner aus Bochnia das Kloster, nachdem das dortige Kloster mit der Kirche abgebrannt war, sie sind seither in Jarosław in der Seelsorge tätig.
Die heutige Wallfahrtskirche wurde in mehreren Abschnitten erbaut. In den Jahren von 1698 bis 1709 wurde das Kirchenschiff mit den Kapellen gebaut, und in den Jahren von 1709 bis 1713 wurden der Chor, die Sakristei und die Vorhallen errichtet. 1713 weihte Bischof Konstanty Dubrawski die Kirche. Die Zweiturmfassade und der Chorumgang wurden zwischen 1743 und 1768 nach einem Entwurf des Architekten Paweł Giżycki SJ fertiggestellt.
Im Jahr 1966 wurde die Kirche durch Papst Paul VI. zur Basilica minor erhoben. Im Jahr 1970 wurde eine Pfarrei gegründet. Am 16. Oktober 2010 wurden Reliquien des heiliggesprochenen Johannes Paul II. feierlich in die Basilika eingeführt.

## Beschreibung
Die dreischiffige Basilika besitzt ein fünfjochiges Kirchenschiff, das in einen zweijochigen Chor übergeht. In der Verlängerung der Seitenschiffe bilden zwei Kapellen ein angedeutetes Querschiff. Vor dem östlich gelegenen Chor erhebt sich die konkav-konvexe Sichtfassade mit zwei quadratischen, dreigeschossigen Türmen an den Seiten, die mit durchbrochenen Helmen gekrönt sind. Das Kirchenschiff und der Chor sind mit einem gemeinsamen Satteldach bedeckt, auf dem sich ein Dachreiter erhebt. Die Bögen des Tonnengewölbes ruhen auf Pilastern, die die Wände des Kirchenschiffs gliedern. Die gotische Pietà wird in einem barocken Hochaltar von Jerzy Hankis aus dem Jahr 1713 präsentiert.